# Samphanthawong
Samphanthawong (thailändisch สัมพันธวงศ์) ist einer der 50 Bezirke (Khet) in Bangkok, der Hauptstadt von Thailand. Samphanthawong liegt am Ostufer des Mae Nam Chao Phraya (Chao-Phraya-Fluss) südöstlich des Phra Nakhon-Distrikts. Er ist der flächenmäßig kleinste Bezirk von Bangkok, gleichzeitig der mit der geringsten Einwohnerzahl und wird gemeinhin als „Bangkoks Chinatown“ bezeichnet. Entlang der Charoen-Krung- und der Yaowarat-Straße haben zahlreiche Handelsgeschäfte ihren Sitz.

## Geographie
Samphanthawong wird im Norden begrenzt von der Thanon Charoen Krung (Charoen-Krung-Straße), im Osten von der Thanon Maha Phrutharam, im Süden vom Mae Nam Chao Phraya und im Westen vom Khlong Ong Ang.
Die benachbarten Khet (Bezirke) sind im Uhrzeigersinn von Norden aus: Pom Prap Sattru Phai, Bang Rak, Khlong San (auf dem anderen Ufer des Mae Nam Chao Phraya) und Phra Nakhon.

## Geschichte
Das Gebiet von Samphanthawong ist seit der Gründung Bangkoks von Chinesen bewohnt. Bevor Bangkok 1782 zur Hauptstadt des siamesischen Reiches wurde (während der so genannten Rattanakosin-Periode), wohnte eine chinesische Gemeinschaft auf dem Gelände des heutigen Grand Palace. Sie wurden von König Phra Phutthayotfa Chulalok (Rama I.) freundlich „gebeten“, ihre Geschäfte umzusiedeln, und zwar in die „Gärten“, einer damals unbesiedelten Gegend vor der Stadt, die heute als „Sampeng“ bekannt ist. Die schmale Sampheng Lane (สำเพ็ง, heute Wanit I Road, วานิช 1 genannt) war lange die Hauptdurchgangsstraße der Chinatown, „mit einem Gewirr von engen Gassen und verschachtelten Gebäuden, wie es im Reich der Mitte üblich war“ (Lit.: Van Beek, 1999). Sie war seinerzeit auch ein berüchtigter Rotlichtbezirk, wo sich Bordell an Bordell reihte. Die chinesischen Prostituierten mussten sich angeblich alle den Nachnamen Kim zulegen. Heute werden hier vor allem billige Haushaltswaren, Plastikspielzeug, Stoffe und Textilwaren und Devotionalien für die Einheimischen verkauft. Die Gasse ist so eng, dass die Ware auf dem Rücken herbeigeschleppt werden muss, Fahrzeuge kommen hier nicht hinein.
Im Jahre 1863 kam dann auf Drängen vieler Ausländer Bangkoks die gepflasterte New Road (Charoen Krung) hinzu. Nach einem verheerenden Feuer im Jahre 1891 erlaubte König Chulalongkorn (Rama V.) den Bau einer dritten Durchgangsstraße, der Yaowarat Road. Heute ist die Yaowarat Road das Herz der Chinatown Bangkoks.
Während die Gesamtbevölkerung von Bangkok seit den 1980er-Jahren explosionsartig gewachsen ist, ging die Einwohnerzahl von Samphanthawong kontinuierlich zurück. Zwischen 1987 und 2016 hat sie sich sogar von über 50.000 auf unter 25.000 halbiert.

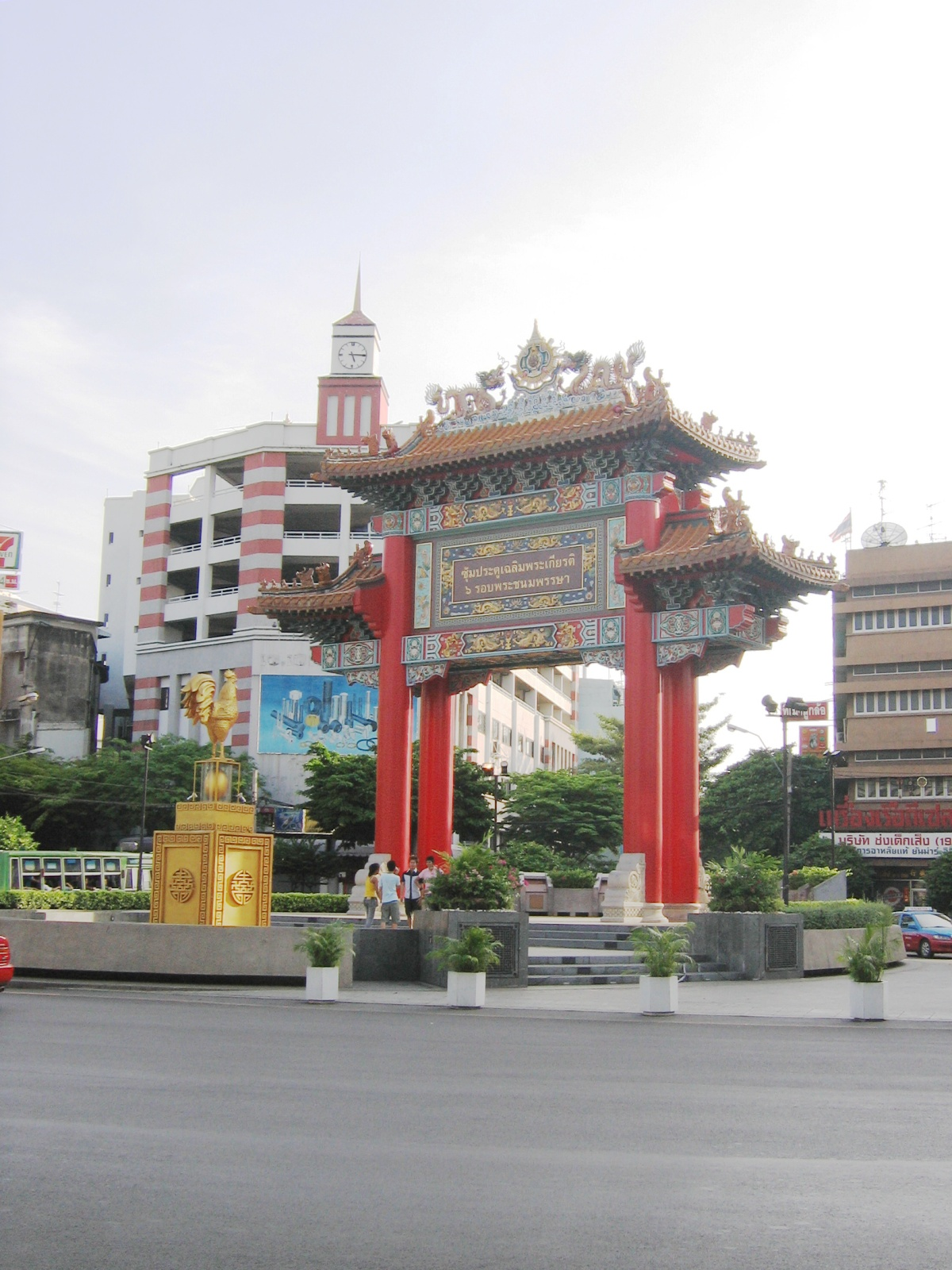
Chinesisches Tor zur Chinatown von Bangkok

## Thanon Yaowarat

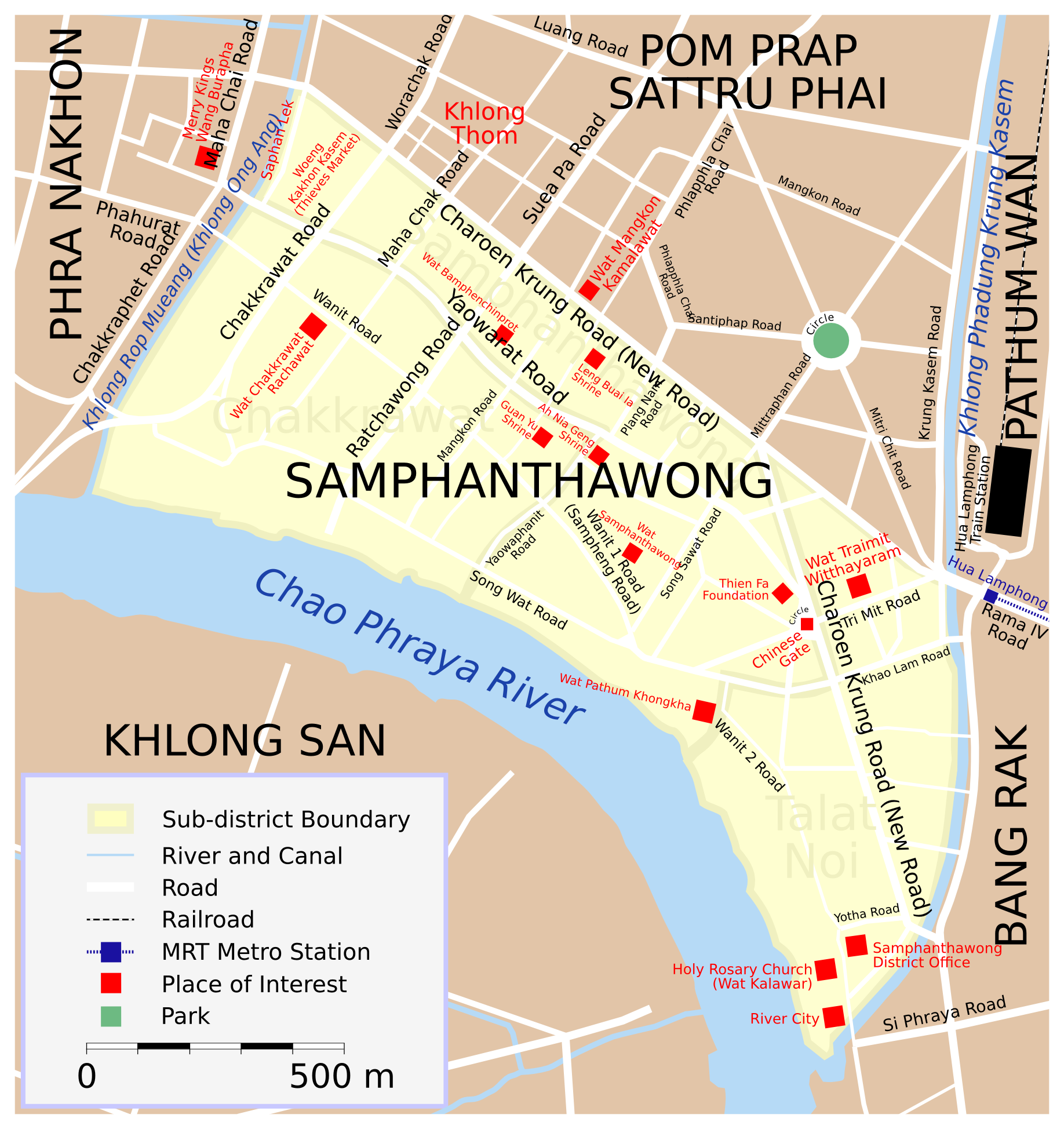
Übersichtskarte des Bezirks

Die Yaowarat Road (Thai: ถนนเยาวราช - Thanon Yaowarat) ist etwa 1,5 km lang. Auf beiden Seiten der Straße gibt es zahlreiche Gold-Geschäfte und alle möglichen chinesischen Spezial-Restaurants, für Nudel- und Reis-Gerichte, Dim Sum oder Schwalbennestersuppe. Weitere kleinere Geschäfte für traditionelle chinesische Medizin oder frische Früchte, für Devotionalien oder Haushaltswaren gibt es in den unzähligen winzigen Gassen, die von der Hauptstraße abzweigen.
Anlässlich des 72. Geburtstags von König Bhumibol Adulyadej wurde 1999 ein Tor eingeweiht. Es steht am Ende der Yaowarat Road auf dem so genannten Odeon Circle, einem Kreisverkehr, der nach einem Kino benannt ist, welches hier einmal stand.
An der Ecke Yaowarat Road – Yaowanphanit Road liegt der zweihundert Jahre alte Talat Kao (Thai: ตลาดเก่า – Altmarkt). Hier findet man ein reichhaltiges Angebot an selbst für Thailand exotischen Nahrungsmitteln.

## Tempel und Schreine

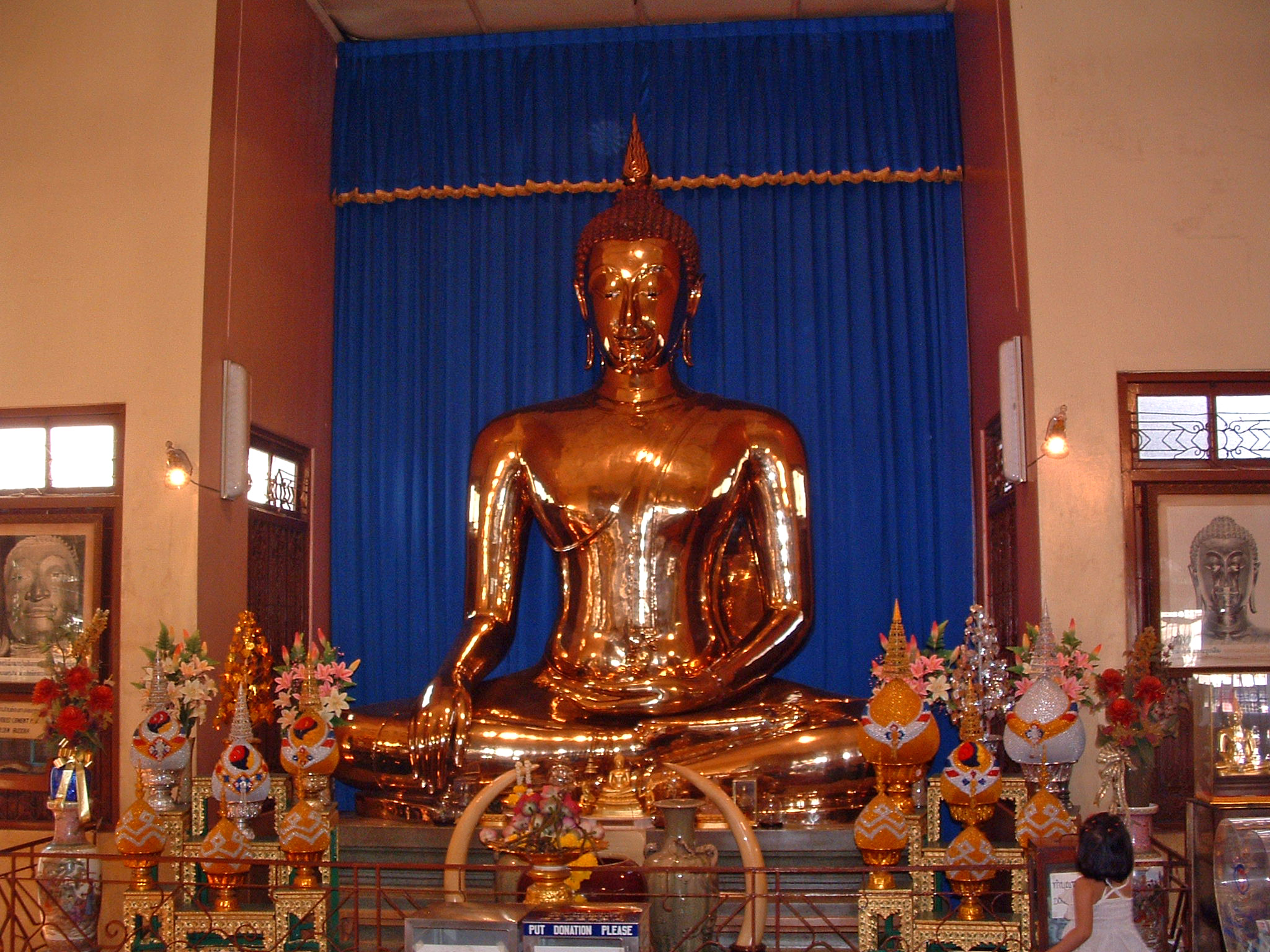
Der Goldene Buddha von Wat Traimit

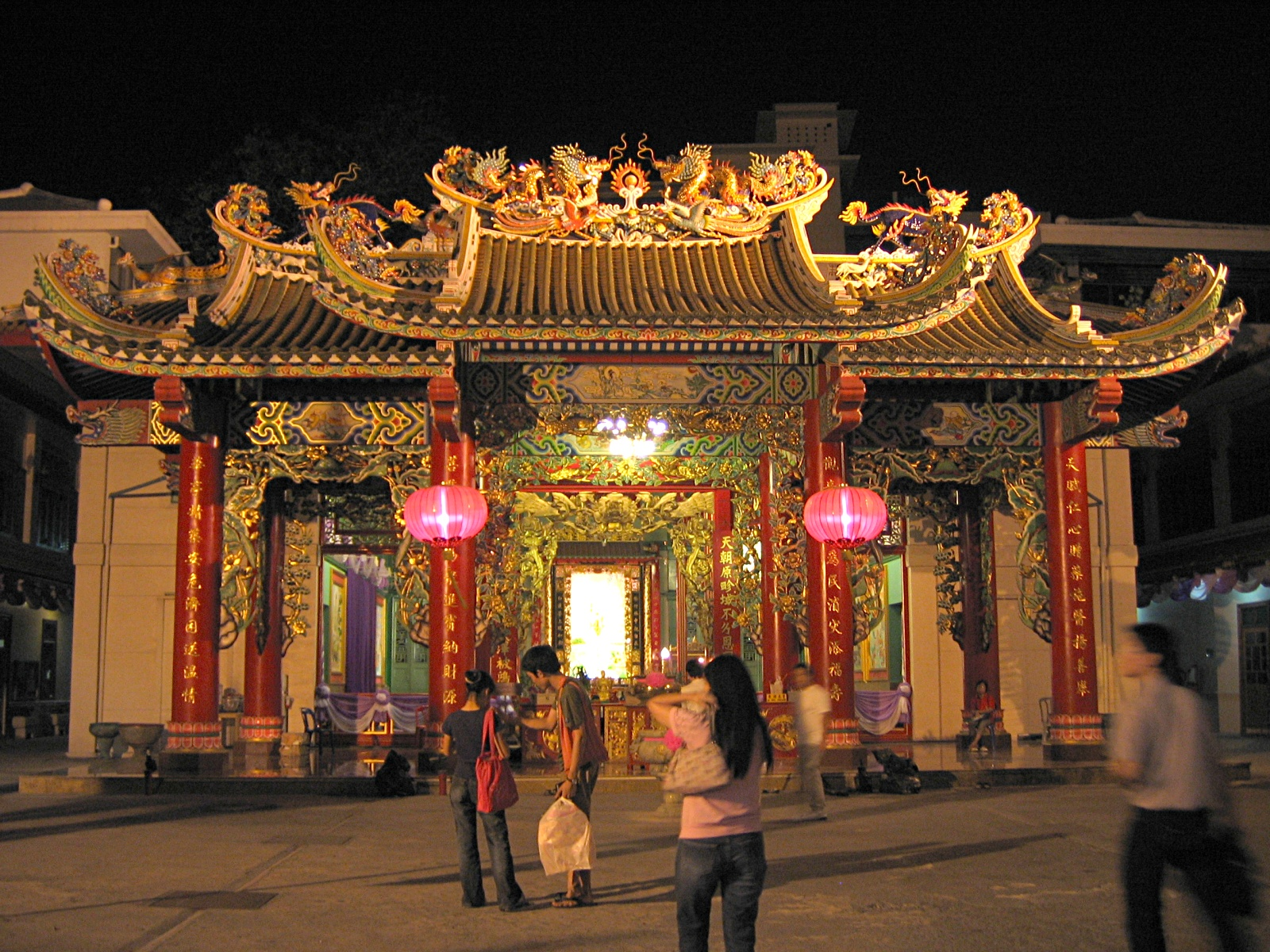
Chinesisches Neujahrsfest am Schrein der Thien Fah Foundation

In diesem Distrikt gibt es einige berühmte thailändische buddhistische Tempel (Wat):
- Wat Traimit (วัดไตรมิตรวิทยารามวรวิหาร) ist bekannt durch seine riesige Buddha-Statue, die vermutlich aus 5,5 t massivem Gold besteht. Das Gold war jahrelang unter einem Gipsüberzug verborgen, bis es im Jahre 1955 zufällig entdeckt wurde.
- Wat Pathum Khongkha (วัดปทุมคงคา) ist ein sehr alter Tempel, der in der Regierungszeit von König Phra Phutthayotfa (Rama I.) renoviert wurde.
- Wat Chakkrawat (วัดจักรวรรดิราชาวาสมหาวิหาร) – auch Wat Sam Pluem (วัดสามปลื้ม) genannt.

Hier befinden sich auch zahlreiche chinesische Tempel und Schreine, wie z. B.:
- Leng Buai Ia Schrein (ศาลเจ้าเล่งบ๊วยเอี๊ยะ) – der älteste Schrein des Bezirks, er soll etwa 300 Jahre alt sein.
- Ah Nia Geng Schrein (ศาลเจ้าอาเนี้ยเก็ง) – auch Chue Pui Nia Nia Schrein (ศาลเจ้าฉื่อปุยเนี่ยเนี้ย) ist der Göttin Kuan Yin geweiht.
- Guan U Schrein (ศาลเจ้าพ่อกวนอู) – zu Ehren von General Guan Yu und seinem Pferd Sek Tao.
- Bunyasamakhom Shrine (ศาลเจ้าโรงเจบุญสมาคม)
- Thien Fa Foundation (มูลนิธิเทียนฟ้า) – die erste in Thailand registrierte Stiftung zur medizinischen Versorgung von Armen. Innen befindet sich ein Kuan Yin Schrein.

Der berühmteste chinesische Tempel dieses Gebiets, Wat Leng Nei Yi (วัดเล่งเน่ยยี่, offizieller Name Wat Mangkon Kamalawat - วัดมังกรกมลาวาส), liegt etwas außerhalb des Bezirks Samphanthawong im benachbarten Khet Pom Prap Sattru Phai.

## Weitere Sehenswürdigkeiten
- Wat Mae Phra Luk Prakham (วัดแม่พระลูกประคำ) oder Holy Rosary Church ist eine der ältesten katholischen Kirchen in Bangkok. Sie ist auch bekannt unter ihrem alten Namen Wat Kalawar (วัดกาลหว่าร์), benannt nach „Calvary“, dem englischen Namen für Golgota. Sie wurde 1787 von Siedlern gegründet, die nach der Zerstörung der alten Hauptstadt Ayutthaya hierher zogen. Der heutige Bau stammt aus dem Jahr 1890.
- Nicht weit entfernt liegt das Gebäude der der ersten Handelsbank Thailands. Es wurde im Jahr 1904 erbaut und damals Book Club (บุคคลัภย์) genannt. Heute beherbergt es die Siam Commercial Bank.
- Ebenfalls nicht weit entfernt liegt das River City, ein Einkaufszentrum, das sich auf Kunst und Antiquitäten spezialisiert hat.
- Märkte: im Bezirk Samphanthawong gibt es zahlreiche Märkte. Entlang der Yaowarat Road, Sampheng Lane (heute: Soi Wanit 1) und Charoen Krung Road gibt es viele kleine Geschäfte, die hauptsächlich nachts und am Wochenende geöffnet sind. Saphan Lek ist der alte Name einer Brücke über den Khlong Ong Ang an der Charoen Krung Road. Das enge Gassengewirr ist für viele winzige Geschäfte bekannt, die Zubehör zu Video-Spielkonsolen verkaufen. Nicht weit entfernt liegt das Viertel Woeng Nakhon Kasem (เวิ้งนครเกษม), auch  „Diebesmarkt“ genannt. Hier werden jedoch keine gestohlenen Güter verkauft, sondern Antiquitäten, landwirtschaftliche Gerätschaften und Musikinstrumente. Bereits im Nachbarbezirk Pom Prap Sattru Phai liegt gegenüber der Khlong Thom Market mit gebrauchtem und neuen Werkzeug.

## Festivals
Jedes Jahr werden zahlreiche Feste gefeiert, dabei ist oft die ganze Yaowarat Road für den Auto-Verkehr gesperrt:
- Chinesisches Neujahrsfest (เทศกาลตรุษจีน, Thesakan Trut Chin, variierend zwischen dem 21. Januar und dem 21. Februar) ist das größte Fest. Die Einwohner tragen rote Kleidung, es werden Drachentänze aufgeführt.
- Mondfest oder Mittherbstfest (เทศกาลไหว้พระจันทร์, Thesakan Wai Phra Chan, variierend zwischen September und Anfang Oktober) - viele Läden verkaufen Mondkuchen.
- Fest der neun Kaisergötter (เทศกาลกินเจ, Thesakan Kin Che) findet vom ersten bis zum neunten Tag des neunten Monats im Mondkalender statt (nach westlichem Kalender Ende September oder Oktober, nach dem Mondfest). In dieser Zeit kleiden sich viele chinesischstämmige Thailänder in weiß und verzichten auf bestimmte Lebensmittel, insbesondere Fleisch, Fisch, Meeresfrüchte und Milchprodukte, aber auch Knoblauch und Zwiebeln, weswegen das Fest auch als „vegetarisches Fest“ bezeichnet wird. Auf der Thanon Yaowarat werden Garküchen aufgebaut, die vegetarische Speisen anbieten. Ihr Kennzeichen sind gelbe Fahnen mit einem roten „齋“. Manche Speisen sehen zwar aus, als sei Fleisch verarbeitet worden, in Wirklichkeit sind sie aber mit Tofu zubereitet.

## Verkehr
Am Nordrand des Bezirks verläuft die blaue Linie der Metro mit der Haltestelle Wat Mangkon. Auf dem Chao-Phraya-Fluss fahren öffentliche Expressboote mit den Anlegestellen Ratchawong und Marine Department (Krom Chao Tha).

## Verwaltung
Der Bezirk ist in drei Unterbezirke (Khwaeng) gegliedert:
| Nr. | Name           | Thai     | Einw.  |
| --- | -------------- | -------- | ------ |
| 1.  | Chakkrawat     | จักรวรรดิ  | 08.237 |
| 2.  | Samphanthawong | สัมพันธวงศ์ | 10.361 |
| 3.  | Talat Noi      | ตลาดน้อย  | 08.334 |